# Hodgson Pratt
Hodgson Pratt, né le 10 janvier 1824 à Bath en Angleterre et mort le 26 février 1907 au Pecq en France, est un pacifiste britannique.

## Vie
Pratt fait ses études au Haileybury College à Coventry et à l'Université de Londres où il apprend les langues orientales. Il travaille pendant quatorze ans pour la Compagnie des Indes Orientales et pour le gouvernement du Bengale et revient en Angleterre en 1861. En 1849, il avait épousé Sarah Caroline Wetherall.
En 1880, il fonde l'International Arbitration and Peace Association (IAPA) à Londres et se rend en tant que représentant de cette association dans différentes villes européennes comme Berlin, Francfort, Paris, Copenhague, Stockholm, Budapest, Milan ou Rome. Il est à la tête de la délégation britannique lors du congrès pour la paix de Bruxelles en 1882 auquel participent plus de 500 délégués des autres nations. En 1883, il pousse Henri La Fontaine à fonder une société pacifiste belge, la Société belge de l'arbitrage et de la paix. Conjointement avec Franz Wirth il fonde la Frankfurter Friedensgesellschaft en 1886.  
En 1880, Pratt est le président du congrès mondial pour la paix à Londres. Par la suite, on le retrouve comme membre de commission du Bureau International Permanent de la Paix qu'il a fondé avec d'autres lors du congrès de paix de 1891 à Rome et dont le siège est à Berne. En 1894, il est invité par Pierre de Coubertin à prendre part en tant que membre d'honneur au congrès de fondation du Comité international olympique.
En 1906, il est nommé pour le Prix Nobel de la paix mais c'est le président américain Theodore Roosevelt qui le reçoit.

## Publications
- A few words on the question of teaching the Bible in Government schools in India. Chapmann and Hall, 1859
- University education in England for natives of India. Considered with a view to qualify them for the learned professions or the public service; and to create a class who shall mediate between the Indian people and their English rulers. James Ridgway, London 1860
- Édouard Eugène Descamps, The Organisation of International Arbitration. Zusammengefasst und übersetzt von Hodgson Pratt. International Arbitration & Peace Association, London 1897
- Préface à Gustave de Molinari, The Society of Tomorrow. A Forecast of its Political and Economic Organization. 1899 (Nachdruck Garland, New York 1972,  (ISBN 0-8240-0295-4))
- International arbitration. Its necessity and its practicability. Reeves/Bonner, London 1898